# Sarpsborg Sparta Fotballklubb 2008
Questa voce raccoglie le informazioni riguardanti il Sarpsborg Sparta Fotballklubb nelle competizioni ufficiali della stagione 2008.

## Stagione
Nel 2008, il Sarpsborg si è unito allo Sparta Sarpsborg, già risultato di una fusione, per dare origine ad una nuova società denominata Sarpsborg Sparta. L'allenatore Conny Karlsson è stato confermato in panchina.

## Rosa
| N. |                       | Ruolo | Calciatore         |
| -- | --------------------- | ----- | ------------------ |
| 1  | Norvegia (bandiera)   | P     | Joacim Heier       |
| 2  | Slovacchia (bandiera) | D     | Ladislav Smatana   |
| 3  | Norvegia (bandiera)   | D     | Mounir El Masrouri |
| 4  | Norvegia (bandiera)   | D     | Kjetil Berge       |
| 5  | Norvegia (bandiera)   | D     | Are Tronseth       |
| 6  | Norvegia (bandiera)   | C     | Alexander Forsberg |
| 7  | Norvegia (bandiera)   | A     | Martin Wiig        |
| 8  | Svezia (bandiera)     | A     | Ronald Turner      |
| 9  | Norvegia (bandiera)   | D     | Berat Jusufi       |
| 10 | Norvegia (bandiera)   | C     | Michael Røn        |
| 11 | Norvegia (bandiera)   | A     | Øyvind Hoås        |
| 12 | Norvegia (bandiera)   | P     | Pål Stensholt      |
| 13 | Norvegia (bandiera)   | D     | Ole Heieren Hansen |
| 14 | Senegal (bandiera)    | C     | Makhtar Thioune    |

| N. |                      | Ruolo | Calciatore           |
| -- | -------------------- | ----- | -------------------- |
| 15 | Norvegia (bandiera)  | C     | Joackim Jørgensen    |
| 16 | Norvegia (bandiera)  | C     | Pål Rustadstuen      |
| 17 | Norvegia (bandiera)  | C     | Stian Andersrød      |
| 17 | Norvegia (bandiera)  | C     | Steffen Lilleng      |
| 18 | Norvegia (bandiera)  | C     | John Andreas Husøy   |
| 18 | Canada (bandiera)    | C     | Félix Brillant       |
| 19 | Finlandia (bandiera) | C     | Kristoffer Weckström |
| 20 | Norvegia (bandiera)  | D     | Christoffer Solheim  |
| 21 | Albania (bandiera)   | A     | Faton Zahiri         |
| 22 | Norvegia (bandiera)  | C     | Jørgen Strand        |
| 23 | Norvegia (bandiera)  | A     | Ole Jørgen Halvorsen |
| 24 | Norvegia (bandiera)  | C     | Flemming Haraldsen   |
| 25 | Norvegia (bandiera)  | C     | Martin Mathisen      |

## Calciomercato

### Sessione invernale
| Arrivi | Arrivi               | Arrivi      | Arrivi     |
| R.     | Nome                 | da          | Modalità   |
| ------ | -------------------- | ----------- | ---------- |
| D      | Mounir El Masrouri   | Skeid       | definitivo |
| C      | Michael Røn          | Fredrikstad | definitivo |
| C      | Kristoffer Weckström |             | svincolato |
| A      | Øyvind Hoås          | Fredrikstad | definitivo |

| Partenze | Partenze           | Partenze | Partenze   |
| R.       | Nome               | a        | Modalità   |
| -------- | ------------------ | -------- | ---------- |
| D        | Łukasz Lubieniecki |          | svincolato |
| C        | Richard Olsen      |          | svincolato |

### Sessione estiva
| Arrivi | Arrivi             | Arrivi | Arrivi     |
| R.     | Nome               | da     | Modalità   |
| ------ | ------------------ | ------ | ---------- |
| C      | John Andreas Husøy | Moss   | definitivo |

| Partenze | Partenze        | Partenze        | Partenze   |
| R.       | Nome            | a               | Modalità   |
| -------- | --------------- | --------------- | ---------- |
| C        | Félix Brillant  | Montréal Impact | definitivo |
| C        | Steffen Lilleng | Moss            | definitivo |

## Risultati

### 1. divisjon

#### Girone di andata
| Arbitro: | Hafsås (Trondheim) |

|                            |           |  |
| Jacobsen 79’ Magnussen 89’ | Marcatori |  |

| Arbitro: | Johansen (Brevik) |

|          |           |  |
| Wiig 28’ | Marcatori |  |

| Arbitro: | Thorsø Hansen |

|           |           |  |
| Šarić 34’ | Marcatori |  |

| Arbitro: | Borgersen (Oslo) |

|  |           |                        |
|  | Marcatori | 9’ Paulsen 49’ Hulsker |

| Arbitro: | Døvle (Larvik) |

|                                          |           |                            |
| Svindal Larsen 17’ Fevang 45’ Bärlin 56’ | Marcatori | 67’ Halvorsen 90’ Tronseth |

| Arbitro: | Hansen (Oslo) |

|                           |           |            |
| Halvorsen 32’ Thioune 90’ | Marcatori | 37’ Weaver |

| Arbitro: | Kristiansen Toppe |

|                 |           |  |
| Sakariassen 12’ | Marcatori |  |

| Arbitro: | Hafsås (Trondheim) |

|                 |           |                       |
| Hoås 61’ (rig.) | Marcatori | 27’ Grujić 78’ Poljac |

| Arbitro: | Kristiansen Toppe |

|  |           |               |
|  | Marcatori | 89’ Halvorsen |

| Arbitro: | Thorsø Hansen |

|                 |           |               |
| Rustadstuen 48’ | Marcatori | 38’ Camazzola |

| Arbitro: | Døvle (Larvik) |

|                             |           |          |
| Oyuga 56’ Maldal 77’ (rig.) | Marcatori | 43’ Wiig |

| Arbitro: | Hansen (Oslo) |

|          |           |           |
| Wiig 29’ | Marcatori | 64’ Kåven |

| Arbitro: | Døvle (Larvik) |

|                         |           |                       |
| Ismailovski 76’ Ojo 84’ | Marcatori | 22’ Andersrød 25’ Røn |

| Arbitro: | Alapnes |

|  |           |               |
|  | Marcatori | 10’ L. Lafton |

| Arbitro: | Staberg (Harstad) |

|             |           |  |
| Braaten 10’ | Marcatori |  |

#### Girone di ritorno
| Arbitro: | Ditlefsen (Mo i Rana) |

|                          |           |             |
| Hoås 32’ (rig.) Wiig 42’ | Marcatori | 58’ Edinsen |

| Arbitro: | Døvle (Larvik) |

|                          |           |  |
| Finnbogason 44’ Mané 49’ | Marcatori |  |

| Arbitro: | Johansen (Brevik) |

|               |           |               |
| Wiig 48’, 67’ | Marcatori | 46’ Storesund |

| Arbitro: | Borgersen (Oslo) |

|                         |           |            |
| Radonjić 11’ Fevang 59’ | Marcatori | 82’ Jusufi |

| Arbitro: | Rafiq (Oslo) |

|                     |           |                              |
| Wiig 12’ Jusufi 23’ | Marcatori | 40’ Lapira 55’ Buer Johansen |

| Arbitro: | Sælen (Bergen) |

|           |           |                        |
| Ørsal 25’ | Marcatori | 38’ Hoås 48’ Halvorsen |

| Arbitro: | Lundberg |

|          |           |           |
| Wiig 63’ | Marcatori | 66’ Helle |

| Arbitro: | Staberg (Harstad) |

|                       |           |                                 |
| Vidalon 2’ Kalsæg 88’ | Marcatori | 13’ Røn 40’, 65’, 66’ Halvorsen |

| Arbitro: | Tennøy (Bergen) |

|                             |           |                      |
| Heieren Hansen 89’ Wiig 90’ | Marcatori | 19’ (rig.) Haraldsen |

| Arbitro: | Hakestad |

|                                 |           |          |
| Tuelo Johannesen 41’ Brenes 74’ | Marcatori | 77’ Wiig |

| Arbitro: | Kamben (Bamble) |

|                    |           |                          |
| Wiig 62’ Husøy 66’ | Marcatori | 29’ Stadheim 88’ Risholt |

| Arbitro: | Hakestad |

|  |           |                                                         |
|  | Marcatori | 29’ Heieren Hansen 33’, 81’ Halvorsen 42’ Hoås 75’ Wiig |

| Arbitro: | Krokdal |

|                   |           |                                          |
| Husøy 1’ Hoås 88’ | Marcatori | 39’ Softić 47’ (rig.) Braaten 79’ Norbye |

| Arbitro: | Johansen (Brevik) |

|             |           |  |
| Saaliti 76’ | Marcatori |  |

| Arbitro: | Edvartsen (Hamar) |

|                                                           |           |            |
| Hoås 31’ Andersrød 46’ Husøy 59’ Halvorsen 63’ Jusufi 88’ | Marcatori | 55’ Kovács |

### Norgesmesterskapet
| Arbitro: | Bruheim |

|  |           |                                   |
|  | Marcatori | 39’ Thioune 65’ Røn 90’ Weckström |

| Arbitro: | Bruheim |

|  |           |                   |
|  | Marcatori | 76’ Wiig 90’ Hoås |

| Arbitro: | Edvartsen (Hamar) |

|                          |           |                                            |
| Wiig 35’ El Masrouri 77’ | Marcatori | 14’ Sæternes 64’ Abdellaoue 82’ dos Santos |

## Statistiche

### Statistiche di squadra
| Competizione       | Punti | In casa | In casa | In casa | In casa | In casa | In casa | In trasferta | In trasferta | In trasferta | In trasferta | In trasferta | In trasferta | Totale | Totale | Totale | Totale | Totale | Totale | DR |
| Competizione       | Punti | G       | V       | N       | P       | Gf      | Gs      | G            | V            | N            | P            | Gf           | Gs           | G      | V      | N      | P      | Gf     | Gs     | DR |
| ------------------ | ----- | ------- | ------- | ------- | ------- | ------- | ------- | ------------ | ------------ | ------------ | ------------ | ------------ | ------------ | ------ | ------ | ------ | ------ | ------ | ------ | -- |
| 1. divisjon        | 37    | 15      | 5       | 6       | 4       | 24      | 21      | 15           | 5            | 1            | 9            | 21           | 22           | 30     | 10     | 7      | 13     | 45     | 43     | +2 |
| Norgesmesterskapet | -     | 1       | 0       | 0       | 1       | 2       | 3       | 2            | 2            | 0            | 0            | 5            | 0            | 3      | 2      | 0      | 1      | 7      | 3      | +4 |
| Totale             | -     | 16      | 5       | 6       | 5       | 26      | 24      | 17           | 7            | 1            | 9            | 26           | 22           | 33     | 12     | 7      | 14     | 52     | 46     | +6 |

### Andamento in campionato
| Giornata  | 1  | 2  | 3 | 4  | 5  | 6  | 7  | 8  | 9  | 10 | 11 | 12 | 13 | 14 | 15 | 16 | 17 | 18 | 19 | 20 | 21 | 22 | 23 | 24 | 25 | 26 | 27 | 28 | 29 | 30 |
| --------- | -- | -- | - | -- | -- | -- | -- | -- | -- | -- | -- | -- | -- | -- | -- | -- | -- | -- | -- | -- | -- | -- | -- | -- | -- | -- | -- | -- | -- | -- |
| Luogo     | T  | C  | T | C  | T  | C  | 7  | C  | T  | C  | T  | C  | T  | C  | T  | C  | T  | C  | T  | C  | T  | C  | T  | C  | T  | C  | T  | C  | T  | C  |
| Risultato | P  | N  | V | P  | P  | V  | P  | P  | V  | N  | P  | N  | N  | P  | P  | V  | P  | V  | P  | N  | V  | N  | V  | V  | P  | N  | V  | P  | P  | V  |
| Posizione | 15 | 14 | 9 | 13 | 14 | 12 | 14 | 14 | 13 | 12 | 12 | 12 | 13 | 13 | 13 | 13 | 13 | 12 | 12 | 12 | 11 | 11 | 11 | 9  | 10 | 10 | 10 | 10 | 10 | 10 |

Fonte:  OBOS-ligaen 2008, su altomfotball.no, Altomfotball.
Legenda:

Luogo: C = Casa; T = Trasferta. Risultato: V = Vittoria; N = Pareggio; P = Sconfitta.

### Statistiche dei giocatori
| Giocatore         | Eliteserien | Eliteserien | Eliteserien | Eliteserien | Norgesmesterskapet | Norgesmesterskapet | Norgesmesterskapet | Norgesmesterskapet | Coppe europee | Coppe europee | Coppe europee | Coppe europee | Altre coppe | Altre coppe | Altre coppe | Altre coppe | Totale   | Totale | Totale      | Totale     |
| Giocatore         | Presenze    | Reti        | Ammonizioni | Espulsioni  | Presenze           | Reti               | Ammonizioni        | Espulsioni         | Presenze      | Reti          | Ammonizioni   | Espulsioni    | Presenze    | Reti        | Ammonizioni | Espulsioni  | Presenze | Reti   | Ammonizioni | Espulsioni |
| ----------------- | ----------- | ----------- | ----------- | ----------- | ------------------ | ------------------ | ------------------ | ------------------ | ------------- | ------------- | ------------- | ------------- | ----------- | ----------- | ----------- | ----------- | -------- | ------ | ----------- | ---------- |
| S. Andersrød      | 15          | 0           | 2           | 0           | ?                  | ?                  | ?                  | ?                  |               |               |               |               |             |             |             |             | 15+      | 0+     | 2+          | 0+         |
| K. Berge          | 29          | 0           | 4           | 0           | 1+                 | 0+                 | 1+                 | 0+                 |               |               |               |               |             |             |             |             | 30+      | 0+     | 5+          | 0+         |
| F. Brillant       | 0           | 0           | 0           | 0           | ?                  | ?                  | ?                  | ?                  |               |               |               |               |             |             |             |             | 0+       | 0+     | 0+          | 0+         |
| M. El Masrouri    | 27          | 0           | 4           | 0           | 1+                 | 1+                 | ?                  | ?                  |               |               |               |               |             |             |             |             | 28+      | 1+     | 4+          | 0+         |
| A. Forsberg       | 11          | 0           | 2           | 0           | ?                  | ?                  | ?                  | ?                  |               |               |               |               |             |             |             |             | 11+      | 0+     | 2+          | 0+         |
| O. Halvorsen      | 29          | 10          | 2           | 0           | ?                  | ?                  | ?                  | ?                  |               |               |               |               |             |             |             |             | 29+      | 10+    | 2+          | 0+         |
| F. Haraldsen      | 0           | 0           | 0           | 0           | ?                  | ?                  | ?                  | ?                  |               |               |               |               |             |             |             |             | 0+       | 0+     | 0+          | 0+         |
| J. Heier          | 30          | -43         | 2           | 0           | 1+                 | -3+                | ?                  | ?                  |               |               |               |               |             |             |             |             | 31+      | -46+   | 2+          | 0+         |
| O. Heieren Hansen | 24          | 2           | 3           | 2           | ?                  | ?                  | ?                  | ?                  |               |               |               |               |             |             |             |             | 24+      | 2+     | 3+          | 2+         |
| Ø. Hoås           | 19          | 6           | 1           | 0           | ?                  | ?                  | ?                  | ?                  |               |               |               |               |             |             |             |             | 19+      | 6+     | 1+          | 0+         |
| J. Husøy          | 15          | 3           | 2           | 0           | -                  | -                  | -                  | -                  |               |               |               |               |             |             |             |             | 15       | 3      | 2           | 0          |
| J. Jørgensen      | 4           | 0           | 1           | 0           | ?                  | ?                  | ?                  | ?                  |               |               |               |               |             |             |             |             | 4+       | 0+     | 1+          | 0+         |
| B. Jusufi         | 28          | 3           | 2           | 0           | ?                  | ?                  | ?                  | ?                  |               |               |               |               |             |             |             |             | 28+      | 3+     | 2+          | 0+         |
| S. Lilleng        | 0           | 0           | 0           | 0           | ?                  | ?                  | ?                  | ?                  |               |               |               |               |             |             |             |             | 0+       | 0+     | 0+          | 0+         |
| M. Mathisen       | 0           | 0           | 0           | 0           | ?                  | ?                  | ?                  | ?                  |               |               |               |               |             |             |             |             | 0+       | 0+     | 0+          | 0+         |
| M. Røn            | 26          | 2           | 2           | 0           | ?                  | ?                  | ?                  | ?                  |               |               |               |               |             |             |             |             | 26+      | 2+     | 2+          | 0+         |
| P. Rustadstuen    | 21          | 2           | 3           | 0           | ?                  | ?                  | ?                  | ?                  |               |               |               |               |             |             |             |             | 21+      | 2+     | 3+          | 0+         |
| L. Smatana        | 5           | 0           | 2           | 0           | ?                  | ?                  | ?                  | ?                  |               |               |               |               |             |             |             |             | 5+       | 0+     | 2+          | 0+         |
| C. Solheim        | 0           | 0           | 0           | 0           | ?                  | ?                  | ?                  | ?                  |               |               |               |               |             |             |             |             | 0+       | 0+     | 0+          | 0+         |
| P. Stensholt      | 0           | -0          | 0           | 0           | ?                  | -?                 | ?                  | ?                  |               |               |               |               |             |             |             |             | 0+       | 0+     | 0+          | 0+         |
| J. Strand         | 0           | 0           | 0           | 0           | ?                  | ?                  | ?                  | ?                  |               |               |               |               |             |             |             |             | 0+       | 0+     | 0+          | 0+         |
| M. Thioune        | 29          | 1           | 3           | 0           | ?                  | ?                  | ?                  | ?                  |               |               |               |               |             |             |             |             | 29+      | 1+     | 3+          | 0+         |
| A. Tronseth       | 26          | 1           | 2           | 1           | ?                  | ?                  | ?                  | ?                  |               |               |               |               |             |             |             |             | 26+      | 1+     | 2+          | 1+         |
| R. Turner         | 0           | 0           | 0           | 0           | ?                  | ?                  | ?                  | ?                  |               |               |               |               |             |             |             |             | 0+       | 0+     | 0+          | 0+         |
| K. Weckström      | 21          | 0           | 2           | 0           | ?                  | ?                  | ?                  | ?                  |               |               |               |               |             |             |             |             | 21+      | 0+     | 2+          | 0+         |
| M. Wiig           | 28          | 13          | 3           | 0           | ?                  | ?                  | ?                  | ?                  |               |               |               |               |             |             |             |             | 28+      | 13+    | 3+          | 0+         |
| F. Zahiri         | 11          | 0           | 0           | 0           | ?                  | ?                  | ?                  | ?                  |               |               |               |               |             |             |             |             | 11+      | 0+     | 0+          | 0+         |